# Linum adustum
Linum adustum är en linväxtart som beskrevs av Ernst Meyer och Jules Émile Planchon. Linum adustum ingår i släktet linsläktet, och familjen linväxter. Inga underarter finns listade i Catalogue of Life.